# Evangelische Kirche (Zimmersrode)

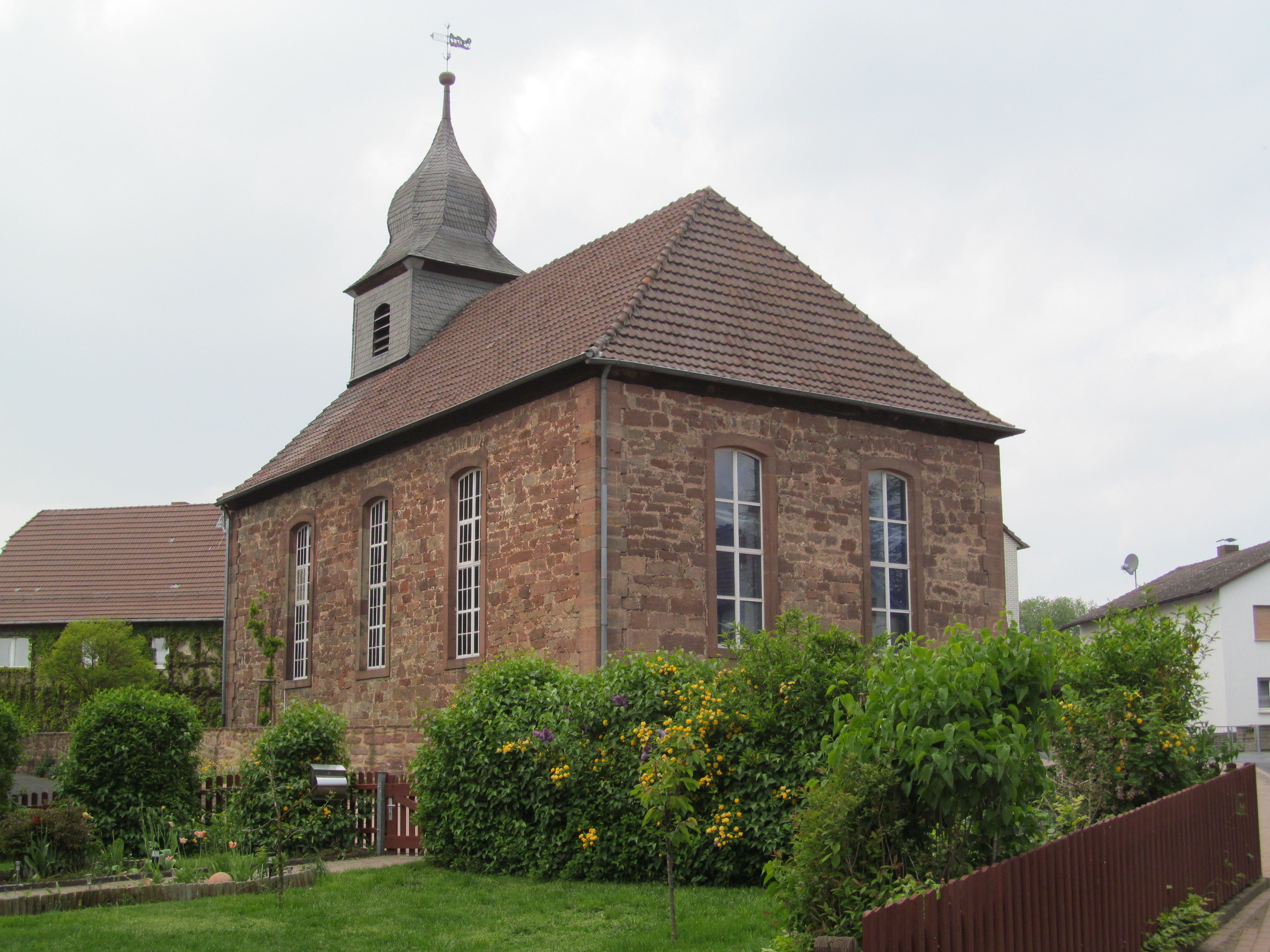
Evangelische Kirche in Zimmersrode

Die Evangelische Kirche Zimmersrode ist ein denkmalgeschütztes Kirchengebäude in Zimmersrode, einem Gemeindeteil von Neuental im Schwalm-Eder-Kreis in Hessen. Die Kirchengemeinde gehört zum Kirchenkreis Schwalm-Eder im Sprengel Marburg der Evangelischen Kirche von Kurhessen-Waldeck.

## Beschreibung
Die steinsichtige Saalkirche wurde 1756 an Stelle der Vorgängerkirche erbaut. Zwischen den Ecksteinen und den Laibungen der Fenster und des Portals im Westen ist das Mauerwerk aus Bruchsteinen. Aus dem Satteldach des Kirchenschiffs, das im Osten abgewalmt ist, erhebt sich im Westen ein quadratischer, schiefergedeckter Dachreiter, hinter dessen Klangarkaden sich der Glockenstuhl befindet, in dem zwei Kirchenglocken hängen. Darauf sitzt eine achtseitige bauchige Haube. Von der Kirchenausstattung der Vorgängerkirche wurde nur das Taufbecken übernommen. Der steinerne Altar, hinter dem die Kanzel steht, stammt von 1763. Die Orgel wurde 1885 von Heinrich Möller gebaut.